# Антимах II
Антимах II е Индо-гръцки владетел, управлявал района между Хиндукуш и Пенджаб около 174 – 165 пр.н.е. Най-вероятно е син на Антимах I.
Антимах II е победен и отстранен от Евкратид I. В Индия е наследен от Менандър.